# Alberto Aguilar Carabaña
Alberto Aguilar Carabaña (Madrid, 23 de abril de 1986) es un torero español.

## Inicios
Ingresó en la Escuela Taurina Marcial Lalanda de Madrid el 5 de octubre de 1998 impulsado por la afición taurina de su abuelo Cecilio Carabaña, donde se formó bajo la enseñanza de los profesores Carlos Neila, José Luis Bote, Serranito y Joaquín Bernadó. Toreó su primer becerro en Castilforte (Guadalajara) el 2 de agosto de 1999. Ese mismo año se proclamó vencedor del ciclo de becerradas celebradas en Pozuelo del Rey (Madrid).
En el año 2000 actuó en un total de cinco becerradas, entre las que destaca su debut en público en la Venta del Batán el día 15 de julio ante novillos de la ganadería de Rocío Sebastián Erice. Durante la temporada del 2001 toreó catorce becerradas.

## Novillero
El 1 de mayo de 2002 se viste de luces por primera vez en la localidad de Las Matas (Madrid) para torear novillos del ganadero Víctor Aguirre, compartió cartel con su compañera de la Escuela de Madrid, la novillera Ana Infante, cortando tres orejas en dicho festejo. Ese mismo año torea un total de treinta y tres becerradas, con importantes triunfos, consiguiendo los trofeos de Dax y Bayona, antesala de las actuaciones del novillero en Francia.

### Temporada 2003
El 4 de enero de 2003 participa en el I Trofeo La Oportunidad organizado por la Fundación José Miguel Arroyo Joselito, que se celebró en palacio de Vistalegre, (Madrid). Toreó novillos sin picadores de las ganaderías de Pablo Mayoral y Mercedes Figueroa. Los finalistas de la Oportunidad fueron los novilleros Sergio Marín, Pedro Carrero y el propio Alberto Aguilar que quedó segundo en la clasificación final del trofeo.
Esa misma temporada de 2003 participa junto a una docena de novilleros en el VI Certamen Nacional de Novilladas celebrado en Las Ventas en el mes de julio,  en el que se clasifica para la final. Asimismo toreó en Las Ventas el día 2 de marzo en un festival taurino a favor de los damnificados por el accidente del petrolero Prestige, en un cartel compuesto por Luis Francisco Esplá, Francisco Rivera Ordóñez, Manuel Caballero, Julio Aparicio, Uceda Leal que lidiaron novillos de las ganaderías de Manolo González, Alcurrucén, Daniel Cruz, La laguna y Sánchez Arjona, Alberto Aguilar cortó una oreja a un novillo de esta última ganadería.
Debuta con picadores el 23 de julio de 2003, en Villalba (Madrid) con Javier Solís y Luis Bolívar ante novillos de la ganadería de Ángel Luis Peña, con el resultado de tres orejas. Finaliza la temporada con ocho novilladas. Se presentó en la plaza de Las Ventas el día 8 de agosto compartiendo cartel con Antonio Caro Gil y Manuel Libardo para lidiar novillos de la ganadería de Guadalmena. El novillero cortó una oreja al primer novillo de su lote, Cristalero, número 63. Resultó herido en la faena del segundo con una cornada en la axila derecha.

### Temporadas 2004-2006
Durante la temporada del año 2004 torea un total de veinte novilladas, cortando veintidós orejas y un rabo, destacando las actuaciones en Vic-Fesenzac, con novillos de Palha y el Palmeral en los que obtiene una vuelta al ruedo y una oreja, Guadarrama (Madrid) donde torea dos tardes dentro de su feria de novilladas, Las Ventas, Dax, y Arganda.
En el año 2005 inicia relación de apoderamiento con Pedro Carra y José García y completa su mejor temporada como novillero, actuando en un total de 33 festejos, participando en las principales ferias de novilleros como Arganda, Arnedo, Algemesí, corta una oreja el 16 de mayo durante la feria de San Isidro a un novillo de Fuente Ymbro, una destacadísima novillada en la plaza de Vistalegre (Madrid). También torea en las principales plazas de Francia como Vic-Fesenzac, Bayona, Dax, resultando triunfador en muchas de sus actuaciones.
Durante el principio de la temporada de 2006 se despide de novillero, toreando en las plazas de Madrid, el día 26 de marzo con novillos de Corbacho Grande, de Bilbao el día 2 de abril ante novillos del Cahoso cortando una oreja y dando una vuelta al ruedo en su segundo toro y el día 1 de mayo en Zaragoza.

### Estadísticas
| Año  | Festejos | Reses lidiadas | Orejas | Rabos | Indultos |
| ---- | -------- | -------------- | ------ | ----- | -------- |
| 2003 | 8        | 15             | 9      | 0     | 0        |
| 2004 | 20       | 41             | 22     | 1     | 0        |
| 2005 | 29       | 60             | 23     | 1     | 0        |
| 2006 | 3        | 6              | 1      | 0     | 0        |

## Matador de toros

### Temporadas 2006-2010
En la temporada del 2006 toma la alternativa en Miraflores de la Sierra, el día 13 de agosto, con Iván Vicente como padrino y Pedro Gutiérrez Lorenzo, el Capea, como testigo ante una corrida de toros del ganadero Jaime Brujó, cortando tres orejas. En 2008, firma su apoderamiento con el matador de toros francés, Stéphane Fernández Meca, toreando el día 27 de julio en Beaucaire una corrida de Victorino Martín, con el resultado de dos orejas. Repite éxito en Vic-Fesenzac el día 8 de agosto con toros de Toros de l’Astarac. Actúa como padrino en la alternativa de Miguel Ángel Cañas en Casarrubios del Monte (Toledo) cortando tres orejas ante un toro de Urcola y otro de Monteviejo, ambas ganaderías propiedad de Victorino Martín, el día 11 de septiembre en Illescas (Toledo) cortando dos orejas a un toro de Victorino Martín saliendo a hombros junto a El Fundi.
La temporada de 2009 se vio truncada por una grave lesión de rodilla, lo que le dificultó torear en gran parte de la temporada, aun así triunfa en Casarrubios del Monte el día 12 de septiembre, cortando tres orejas y al día siguiente, en Dax (Francia) ante una corrida de Victorino Martín, malogra dos grandes faenas que le impiden salir por la puerta grande. 
Como fecha destacada reseñar el 3 de octubre de 2010, en el transcurso de la Feria de otoño de Madrid, confirma su alternativa de manos del maestro Diego Urdiales y con Miguel Tendero como testigo, el toro de la confirmación fue Joyito, número 94 de la ganadería del Puerto de San Lorenzo.

### Temporadas 2011 hasta su retirada
El año 2011 lo inicia en la plaza de toros de Valdemorillo lidiando toros de Peñajara, esta misma temporada torea una tarde en Sevilla y dos en Madrid.
En 2012 torea el 17 de abril en la plaza de toros de la maestranza de Sevilla, recibiendo una ovación ante un toro de Celestino Cuadri, el 8 de junio torea en Madrid la corrida de Victorino Martín con motivo de la feria de San Isidro, cortando una oreja al primer toro de su lote. El 7 de octubre vuelve a Madrid, esta vez con toros de Palha.
Hasta 2013 estuvo apoderado por José Antonio Campuzano, con el cual rompe para irse con Antonio Vázquez hasta su retirada. Este año torea un total de 5 tardes en Las Ventas, cortando dos orejas en dos de sus tarde, la primera fue el 2 de mayo ante toros de Hermanos Lozano, la segunda oreja se produjo en la tarde del 26 de mayo ante toros de Montealto. Termina la temporada en América en la plaza de toros de Cali donde sufrió un grave percance el 26 de diciembre.
En la temporada de 2014 corta una oreja el 1 de junio en las Ventas ante un toro de Montealto, 5 días después, el 6 de junio vuelve a torear allí ante toros de Victorino Martín. El 13 de septiembre logra un indulto a un toro de Victorino Martin en la plaza de toros de Parla.
Durante la temporada 2015 torea dos tarde en Madrid frente a toros de El Montecillo y José Escolar. El 26 de julio Alberto Aguilar toreó en Mont de Marsan una corrida de Victorino Martín junto con Manuel Jesús, el Cid, y Paco Ureña.
Durante 2016 torea tres tardes en las Ventas, en la primera de ella corto una oreja ante un toro de Baltasar Ibán.
En 2017 torea en Madrid durante 3 tardes y en la plaza de toros de Ceret torea una mano a mano frente a Fernando Robleño ante toros de José Escolar a los cuales les corto dos orejas y salió por la puerta grande.
En la temporada de 2018 torea tan solo 4 tardes, una de ellas en Las Ventas y la última en la plaza de toros de Illescas en la corrida total ante toros de Victorino Martín, la cual fue su última tarde.

### Estadísticas
| Año  | Festejos | Reses lidiadas | Orejas | Rabos | Indultos |
| ---- | -------- | -------------- | ------ | ----- | -------- |
| 2006 | 1        | 2              | 3      | 0     | 0        |
| 2007 | 0        | 0              | 0      | 0     | 0        |
| 2008 | 4        | 8              | 9      | 0     | 0        |
| 2009 | 2        | 4              | 3      | 0     | 0        |
| 2010 | 16       | 33             | 16     | 0     | 0        |
| 2011 | 23       | 45             | 12     | 0     | 0        |
| 2012 | 13       | 25             | 15     | 0     | 0        |
| 2013 | 36       | 72             | 20     | 0     | 0        |
| 2014 | 19       | 38             | 9      | 1     | 1        |
| 2015 | 9        | 18             | 4      | 0     | 0        |
| 2016 | 11       | 22             | 4      | 0     | 0        |
| 2017 | 10       | 21             | 4      | 0     | 0        |
| 2018 | 4        | 8              | 2      | 0     | 0        |

## Retirada
El 13 de octubre de 2018, se retira de los ruedos a causa de una grave lesión en el nervio ciático poplíteo externo tras ser cogido por un toro de la ganadería de Mondoñedo en Cali (Colombia) el 26 de diciembre de 2013 que le produjo importantes secuelas.
Ha ayudado a perfeccionar la técnica y el estilo de torear a Gonzalo Caballero, Sebastián Ritter y Jorge Isiegas durante varios años con entrenamientos en el campo antes de ser matadores de toros. En el año 2019 Alberto Aguilar apodera al novillero Pablo Mora durante seis meses.
En febrero de 2020 comenzó una relación de apoderamiento del novillero Villita.

## Premios y reconocimientos
- Hijo adoptivo de la ciudad de Talarrubias (2014)[4]